# Extinction Permien-Trias
| Millions d'années O-S Fin D Cap P-Tr Tr-J K-Pg |

Le graphique bleu indique le pourcentage apparent (pas en nombre absolu) de genres d'animaux marins ayant disparu au cours d'un intervalle de temps. Il ne représente pas toutes les espèces marines, mais seulement les espèces marines fossiles. Les 5 plus grandes extinctions sont liées, voir les extinctions massives pour plus de détails.
Source et information sur le graphique
L'extinction Permien-Trias ou extinction permienne est une extinction massive survenue il y a environ 252 millions d'années (Ma). Elle délimite les périodes géologiques du Permien et du Trias, donc la limite entre le Paléozoïque (l'ère primaire) et le Mésozoïque (l'ère secondaire).
Cette extinction est marquée par la disparition de 95 % des espèces marines et de 70 % des vertébrés terrestres, ce qui en fait la plus grande extinction massive ayant affecté la biosphère. En conséquence, retrouver un niveau de biodiversité équivalent a pris beaucoup plus de temps que pour les autres extinctions massives. Cet événement a été décrit par le paléobiologiste Douglas Erwin (en) comme « la mère de toutes les extinctions de masse ».
Les causes de cette extinction sont toujours sujet à débats. Sont notamment avancés un événement catastrophique comme l'éruption d'un supervolcan, des impacts de météorites, ou une dégradation progressive de l'environnement du fait de la formation de la Pangée.

## Déroulement

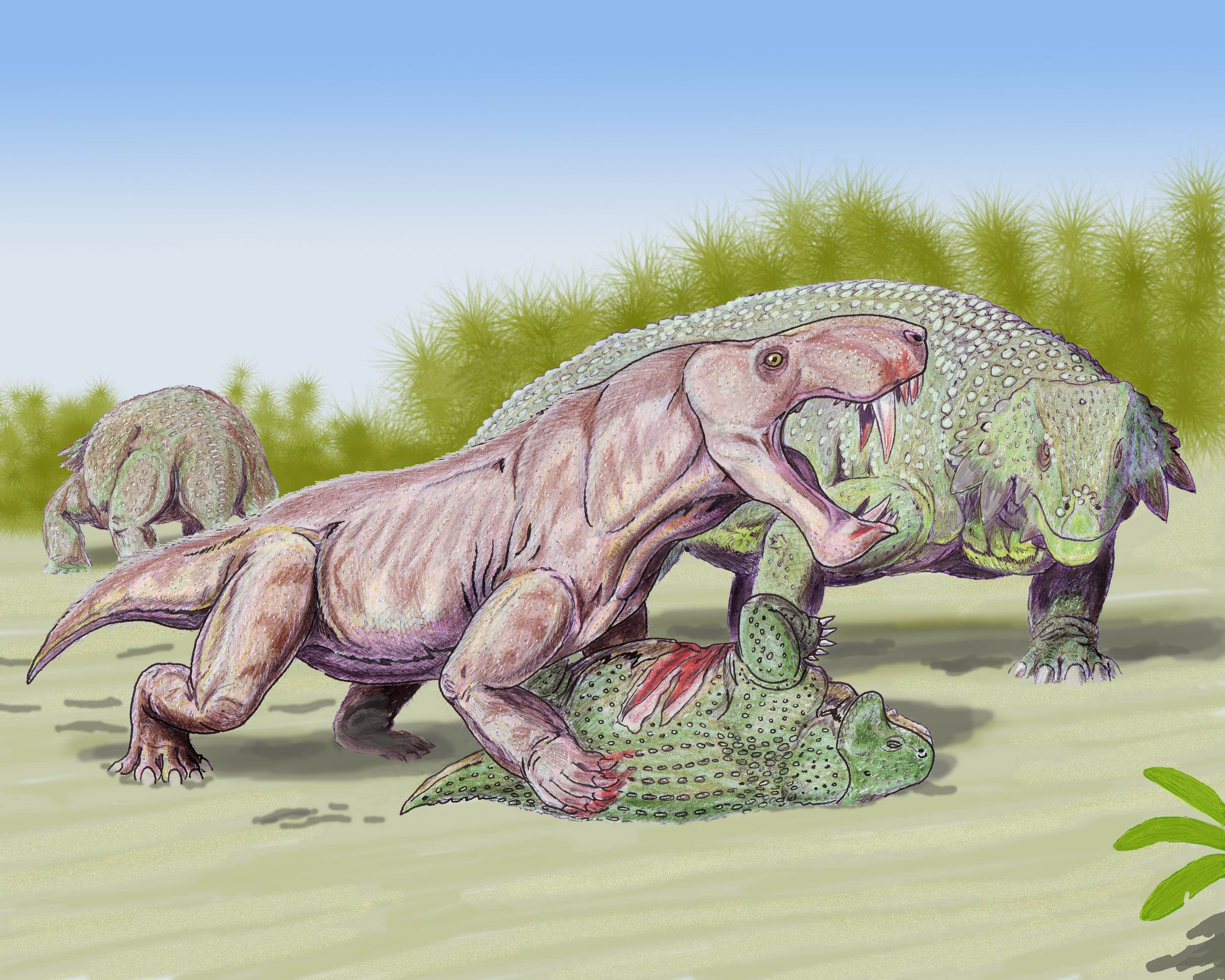
Un Inostrancevia attaquant des scutosaures, par le paléoartiste Dimitri Bogdanov. Ces deux lignées n'ont pas survécu à l'extinction permienne.

Les étapes de l'extinction sont encore débattues. Différentes études suggèrent de un à trois pics.
Selon une étude parue en octobre 2012, une chaleur extrême aurait régné sur la Terre pendant 5 millions d'années, ne permettant pas à la vie de s'épanouir de nouveau. En effet, dans les régions équatoriales, la température semble avoir été de 50 à 60 °C sur les continents et aurait approché 40 °C à la surface des océans. Pour parvenir à ces résultats, la composition de près de 15 000 éléments fossiles de conodontes, des animaux marins, a été analysée. En mesurant la quantité d'isotopes de l'oxygène présents dans ces éléments, les chercheurs ont pu retracer les niveaux de températures océaniques et terrestres qui ont vraisemblablement prévalu à cette époque.
L'extinction massive a anéanti près de 95 % des espèces marines et 70 % des vertébrés terrestres. Selon une étude publiée dans la revue Nature en 2019, les plantes auraient été les premières victimes de cette extinction. Du nickel diffusé dans l'atmosphère à la suite d'éruptions volcaniques en Sibérie, et dont les scientifiques retrouvent des traces dans plusieurs parties de la Terre, aurait empoisonné la vie végétale ; la disparition des plantes aurait entraîné celle des herbivores, puis celle des carnivores. Cet événement affectant la végétation constitue l'une des deux extinctions massives des plantes, l'autre étant, il y a 305 millions d'années, l'effondrement de la forêt tropicale du Carbonifère. 
Ont échappé à l'extinction du Permien-Trias les archosaures, qui comprennent les crocodiliens, les dinosaures et les ptérosaures, ainsi que certains synapsides, comme les  
cynodontes, ancêtres des mammifères modernes.

## Causes
Plusieurs mécanismes ont été proposés pour expliquer l'extinction. Dans l'hypothèse de pics multiples, le plus haut de ces pics serait dû à une dégradation progressive de l'environnement, alors que le second serait dû à un événement catastrophique. 

### Dégradation progressive

#### Environnement
La dégradation progressive serait une évolution du niveau de la mer, l'anoxie, l'accroissement de l'aridité et une modification de la circulation thermohaline due à un changement climatique et/ou, selon une hypothèse très récente (2024) à un méga-El Niño « plus redoutable que tout autre dans l’histoire, durant jusqu’à 7 ans », provoquant ou entretenant des conditions météorologiques extrêmes, dans une période où les taux de dioxyde de carbone étaient déjà très élevés, à la suite des épisodes volcaniques.

#### Tectonique des plaques
Cette crise serait en relation avec la survenue d'un phénomène géologique principal dû à la tectonique des plaques. « En reconstruisant l'histoire du mouvement des continents, on se rend compte que le Permien a été le théâtre d'un événement unique : la réunion de tous les continents en un seul supercontinent », la Pangée. Ce rapprochement fait disparaître de nombreux plateaux continentaux, abritant un grand nombre d'espèces, aux niveaux de la collision formant la chaine hercynienne ; puis, le passage de plusieurs continents à un seul, s'il peut conserver la surface totale de terres émergées, diminue nettement la longueur totale des bandes côtières. Les zones côtières, soumises à un climat océanique, sont donc alors plus restreintes, alors que les zones continentales, plus vastes, sont soumises à un climat aride permanent.

##### Conséquences multiples de la tectonique
- Régression océanique généralisée :
Il y a 265 Ma, une diminution de l'activité tectonique caractérisée par l'affaissement de dorsales médio-océaniques a pour conséquence une régression marine. Les hauts-fonds des plateaux continentaux tendent à disparaître ; la surface disponible habitable par les espèces marines s'amenuise encore plus.
- Nouvelle configuration des courants océaniques, et par conséquent du climat.
- Changement significatif de la chimie des océans.
- Activités volcaniques localisées :
Une intense activité volcanique continentale (trapps d'Emeishan en Chine, à environ - 258 Ma, puis trapps de Sibérie, à environ −251 Ma, contemporains de l'extinction) ; une activité très importante des dorsales océaniques de l'océan Téthys produisant un volume considérable de laves basaltiques, à l'origine d'une transgression affectant les côtes de la Pangée, sur une dizaine de millions d'années.
- Anoxie localisée :
Une théorie complémentaire concerne la variation du niveau de la chimiocline. Celle-ci atteignant la surface à la suite du réchauffement global de la planète, lui-même induit par l'augmentation de la concentration en dioxyde de carbone d'origine volcanique, permet la libération dans l'atmosphère d'une grande quantité de sulfure d'hydrogène, toxique pour la plupart des organismes. En outre, le sulfure d'hydrogène libéré peut détruire la couche d'ozone, ce qui a également des conséquences délétères pour la plupart des espèces terrestres, ou littorales non protégées par une épaisseur d'eau suffisante. Les biomarqueurs des sédiments montrent que les bactéries consommatrices de sulfure d'hydrogène ont proliféré dans tous les océans de la fin du Permien.

### Évènement catastrophique

#### Supervolcan
L'événement catastrophique est vraisemblablement l'éruption d'un supervolcan en Sibérie, (provoquée par l'arrivée à la surface de la Terre d'un point chaud et dont les trapps de Sibérie sont la trace), qui aurait libéré dans l'atmosphère des quantités phénoménales de gaz sulfureux, et accompagnée d'une forte acidification des océans.
D'autres hypothèses envisagent un ou plusieurs impacts de météorites (dont il n'a pas été retrouvé de trace d'importance correspondante) ou la soudaine libération de CO2 et d'hydrates de méthane à partir des océans, avec comme conséquence une baisse importante de la teneur en O2 de l'atmosphère.

#### Météorite
Une météorite serait tombée dans l'hémisphère sud et les ondes sismiques auraient ouvert les trapps de Sibérie aux antipodes. Un astéroïde pourrait ainsi s'être écrasé à Bedout, au large de la côte nord-ouest de l'Australie, où l'on trouve un cratère de 170 km de diamètre ou sur la terre de Wilkes en Antarctique, où l'on trouve un cratère de 480 km de diamètre.
Cette hypothèse est contestée par de nombreux scientifiques, qui font remarquer que l'extinction a été progressive, et ne peut donc être due à un événement brutal.

### Autres causes possibles de l'extinction
- Sursaut gamma : un événement d'origine extra-solaire, voire extra-galactique, aurait irradié la Terre de rayons gamma[21].

- Émergence d'une archée méthanogène : en 2014, une étude menée conjointement par le MIT et l'académie chinoise des sciences de Nankin[22] attribue la cause de l'extinction du Permien à l'émergence pendant cette période d'une archée méthanogène anaérobie du genre Methanosarcina, qui se serait développée de façon spectaculaire du fait de l'abondance de nickel dans les océans en raison d'une activité supervolcanique coïncidente.

## Conséquences
L'extinction Permien-Trias a entraîné une chute de la biodiversité en moins de quatre millions d'années. Une autre conséquence possible, à cause de l'appauvrissement en dioxygène de l'atmosphère, a pu être de favoriser les espèces disposant de sacs aériens (dont les ancêtres des dinosaures).
L'enregistrement fossile disponible jusqu'en 2016 indiquait qu'il avait fallu 100 millions d'années pour que la biodiversité retrouve son niveau d'origine. Le Trias inférieur (251,9  à   247 Ma) apparaissait comme une époque instable sur le plan environnemental, caractérisée par plusieurs crises biotiques et des écosystèmes benthiques fortement appauvris. Un nouvel ensemble de fossiles, le biote de Paris (Idaho, États-Unis), daté de l'Olénékien moyen (~ 250,6 Ma), présente un écosystème marin remarquablement complexe, comprenant au moins sept embranchements et 20 ordres de métazoaires, ainsi que des algues,. Il rassemble curieusement des taxons du Paléozoïque inférieur et du Mésozoïque moyen, précédemment inconnus dans les strates du Trias. De plus, les spécimens de crinoïdes et d'ophiuroïdes présentent des caractères anatomiques qu'on pensait être apparus beaucoup plus tard. Contrairement aux indications antérieures d'une récupération post-crise lente et d'une faible diversité benthique au Trias inférieur, la composition inattendue de cet ensemble exceptionnel montre une diversification post-permienne précoce et rapide pour ces différents clades. Le Trias inférieur présente ainsi, contrairement à ce qu'on a longtemps cru, une grande diversité phylogénétique et un écosystème complexe, avec tous les niveaux trophiques depuis les producteurs primaires jusqu'aux prédateurs supérieurs.